# Sémillon
El sémillon és una varietat vitífera francesa.
És conreada a França, Portugal, Israel i a diversos països americans
Désiré Bois, jardiner del començament del Segle XX ha escrit: « Mas, Pulliat i Cazeaux-Cazallet li diuen el gran cep blanc francès perquè pot produir, sol, el tipus més perfecte dels grans vins blancs del món, i és, des del punt de vista cultural, el cep més complert. Es fa a tots els terrenys, sobretot els costeruts. ».
El seu nom transcrit en diferents llengües és semilao a Portugal o semijon a Croàcia i Eslovènia.
És també anomenat chevrier a França i Califòrnia, greengrape o groenfruit a Sud-àfrica o Hunter River Riesling a Austràlia.

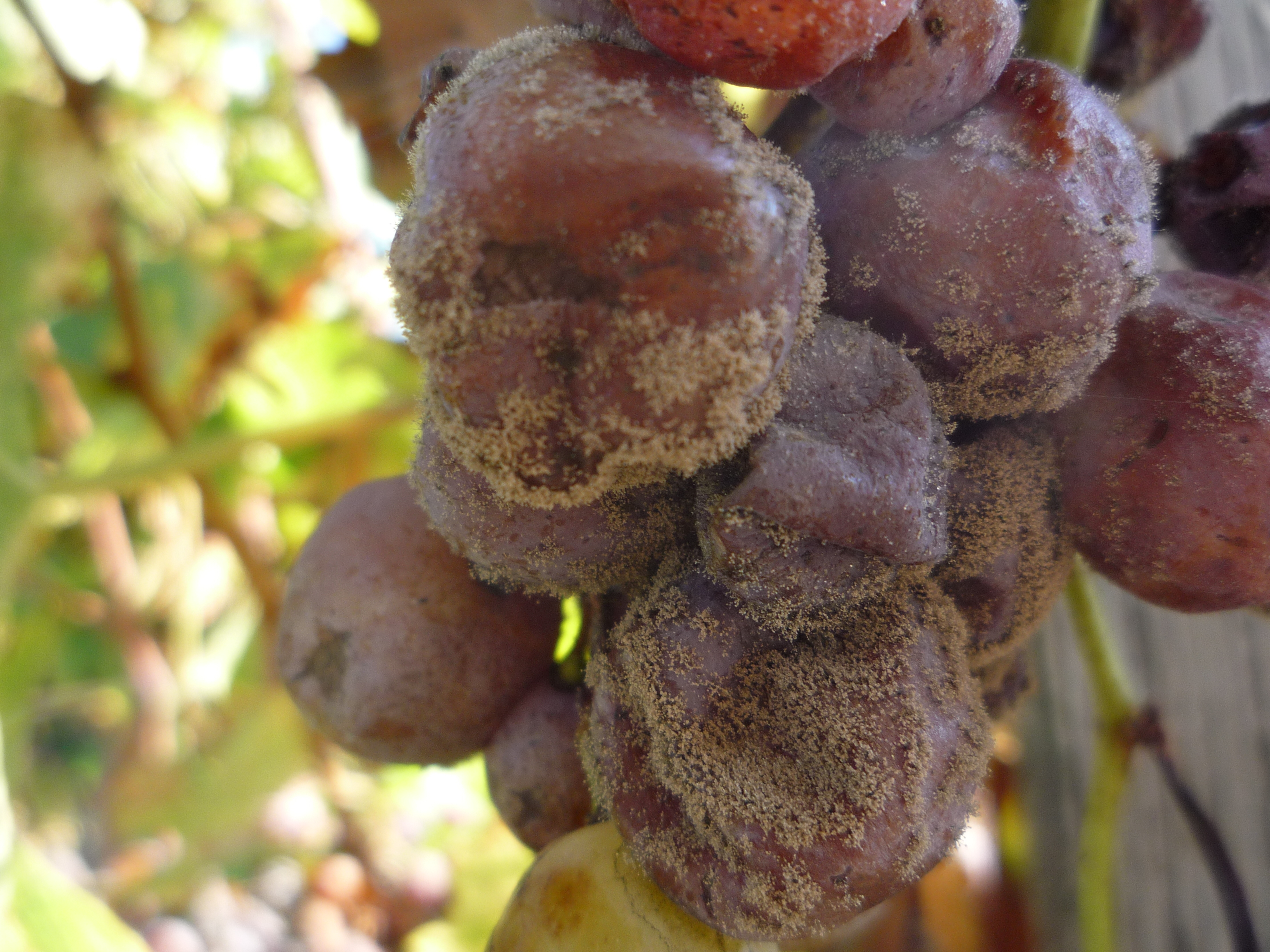
Sémillon afectat de podridura noble

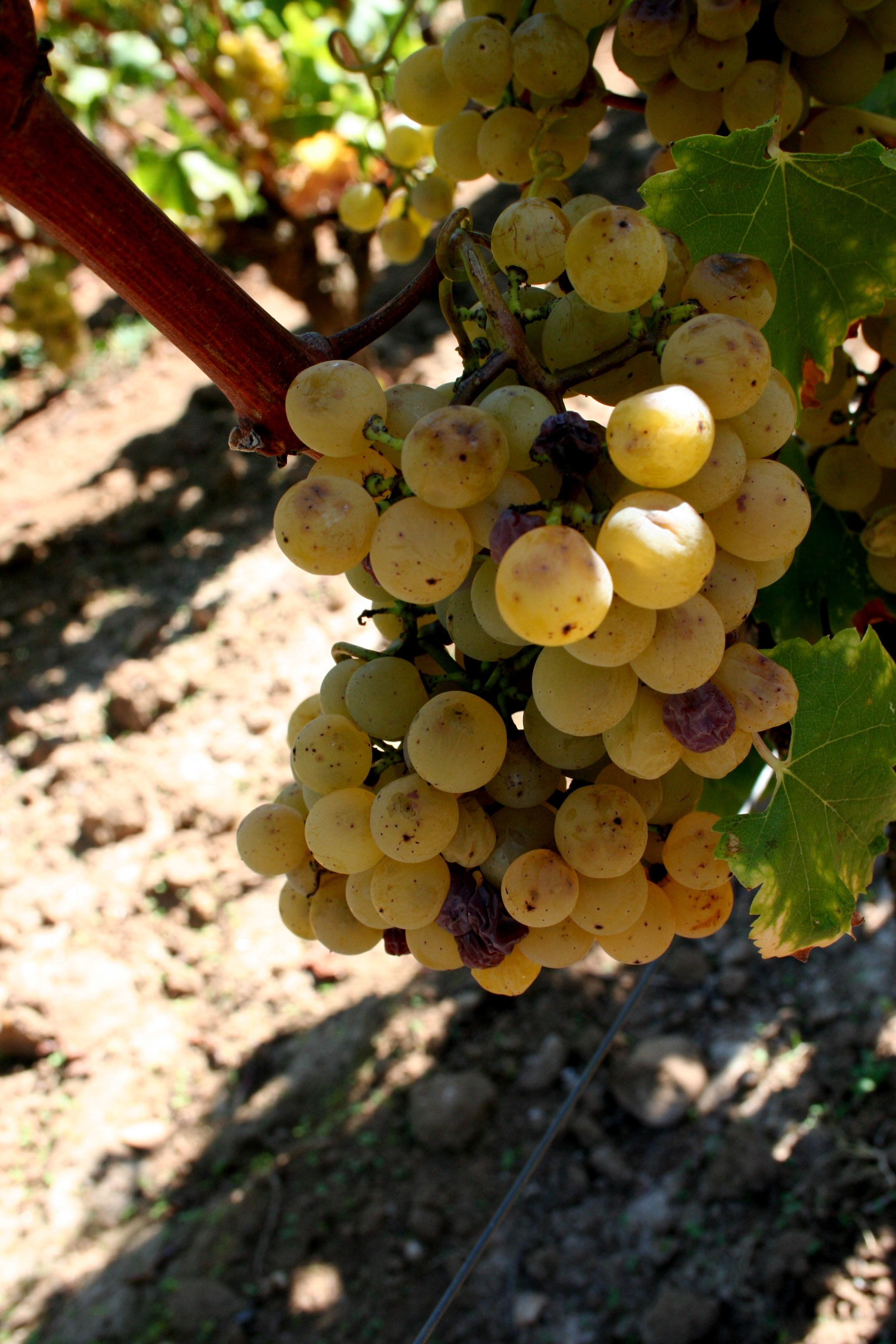
Sémillon que comença a presentar la podridura noble.

## Origen

### Història
És originari del vinyer de Bordeus; provindria, segons Pierre Galet, del vinyer de Sauternes. El seu nom el lliga no obstant això al vinyer de Sant-Émilion (pronunciació en gascó [semi'ʎuŋ]/[seme'ʎuŋ]) no per casualitat. És ja citat al segle xvii i la seva superfície ha crescut paral·lelament amb la fama dels vins licorosos. Des de després de la guerra 1939-1945, la pujada en potència dels grans vins blancs secs, en particular del sauvignon blanc B, la superfície dedicada al sémillon Bva a la baixa. De més de 30.000 hectarees al començament del segle xx, la superfície plantada en sémillon s'estima en menys de 15.000 l'any 2008.
La història del raïm sémillon és difícil de determinar. Se sap que va arribar a Austràlia per primera vegada a principis del segle xix i que als anys 1820 el raïm creixia en el 90 % dels vinyers de Sud-àfrica, on se la coneixia com a wyndruif, "raïm de vi". En el passat, se'l va considerar el raïm més plantat del món, encara que ja no és així. En els anys 1950, els vinyers de Xile consistien en un 75 % de semillón. Avui, només representa l'1 % dels vins del Cap sud-africà.

## Regions

### França
A França, el sémillon creix sobretot a Bordeus (Sauternes, barsac, sainte-croix-du-mont...) i el vinyer de Bergerac a la Dordonya (Monbazillac, Saussignac...), on és barrejat amb el sauvignon blanc i el moscatell.
En els vins vins secs, se l'anomena bordeus blanc i està permesa en les AOC de Pessac-Léognan, Greus, Entre-Deux-Mers i d'altres amb menys renom. En els vins secs sol ser un component menor en un vi de mescla. No obstant això, quan s'utilitza a Bordeus per fer vins dolços (com els i Sauternes, Barsac i Cérons) sol ser la varietat majoritària dels vins de mescla. En aquests vins, la vinya s'exposa a la podridura noble o a la botrytis cinerea, que consumeix part del contingut d'aigua del raïm i concentra la quantitat de sucres presents en la polpa. Quan el raïm té botrytis cinerea, augmenten l'acidesa del raïm i els seus nivells de sucres.
A causa d'una disminució de la popularitat de la varietat, s'han conreat alguns clons en vivers per fer vins de menor qualitat. El 2008, disset productors de Bordeus, incloent Château d'Yquem, Château Olivier, Château Suduiraut i Château La Tour Blanche, van formar una associació per conrear els seus propis clons.

### Altres regions
El raïm també es planta a Portugal, Israel, Califòrnia, Xile, Argentina, Sud-àfrica, Austràlia i Nova Zelanda.
Actualment es diu que Xile és el país amb més plantacions d'aquest raïm, encara que la superfície plantada de sémillon fluctua sovint. Els productors californians planten semillón principalment per barrejar-la amb sauvignon blanc. El raïm també es troba a l'Argentina, on existeixen dues zones ideals per a la seva implantació per les seves característiques climàtiques: la vall de Uco i a l'Alta Vall del Rio Negro. En el primer lloc, el sémillon dona vins rics i complexos en fruita, amb un deix a mel i una interessant estructura, i a la segona regió apareixen notes a minerals i terrosas, amb un matís afruitat que recorda la poma.

## Viticultura
El sémillon, que és relativament fàcil de conrear, produeix regularment de 6 a 8 tones de raïm per acre dels seus vigorosos ceps. És bastant resistent a la malaltia, excepte el referent a la podridura. El raïm madura aviat, adquirint un to rosat en climes temperats. Ja que el raïm té una pell fina, hi ha risc que es cremi amb el sol en els climes més càlids; és més adequat per a zones de dies assolellats i nits fresques.
El sémillon té la virtut, al costat del riesling, de podrir-se noblement. Sota certes condicions de temperatura i humitat, un fong (botrytis cinerea) suavitza la pell del raïm i permet que es deshidrati, per la qual cosa pren l'aspecte de pansa amb gran contingut de sucres i acidesa, per elaborar així un vi dolç i cremós. La fermentació del most es duu a terme lentament i el resultat és un vi amb un equilibri perfecte entre acidesa, sucre i alcohol, amb un intens aroma floral i sabor de mel que, en bona part és donat pel fong.
El raïm sémillon és bastant pesat, amb baixa acidesa i una textura gairebé oliosa. Té alt rendiment i els vins que s'hi basen poden envellir molt de temps. Juntament amb el sauvignon blanc i el moscatell, el sémillon és una de les úniques tres varietats de raïm blanc aprovades a la regió de Bordeus. És també clau en la producció de blancs dolços com el de Sauternes.

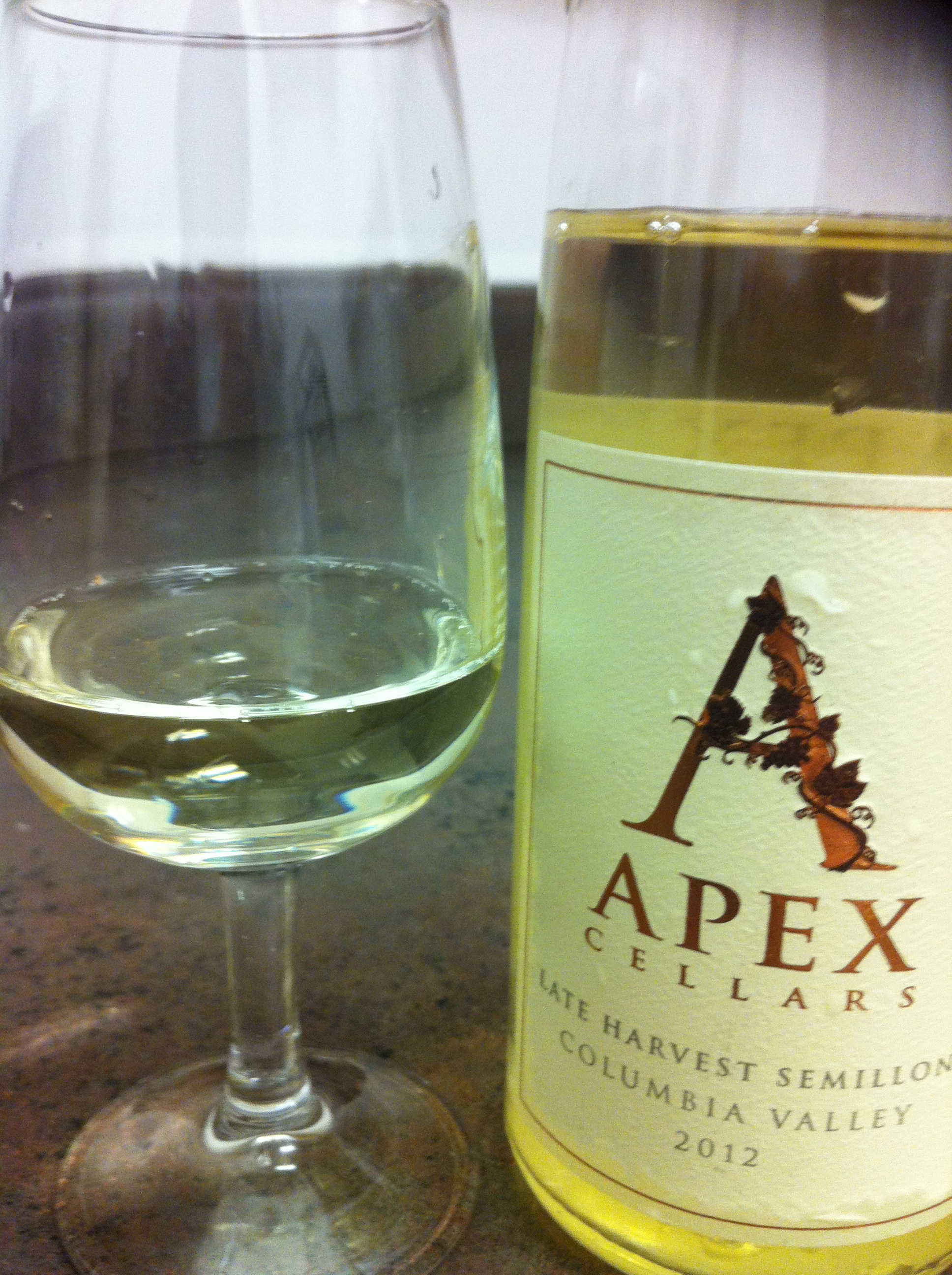
Un vi de l'estat de Washington realitzat amb sémillon d'una collita tardana.

### Variabilitat genètica
Una prospecció portada als anys 1960 ha desembocat en l'homologació de set clons: els números 173, 299, 315, 380, 908, 909 i 910. Els tres primers són els més demanats.
Una segona prospecció portada a les velles vinyes del castell la Tour Blanche (Sauternes) ha dut la plantació de dues col·leccions a la Gironde. L'any 1990, el domini de l'INRA conté 77 socs. Una segona establerta l'any 1997 conté 71 socs. Un primer estudi ha revelat els més interessants per a la producció de licorosos, sobretot la seva aptitud a agafar el botrytis, el pes de raïm per soc o la talla dels raïms. Una parcel·la d'estudi ha plantat l'any 2009 al la regió de Sauternes amb els clons 909 i 910. Un estudi més fi va a desembocar a l'homologació de nous clons esperats el 2016.